# Barnaba Adorno
Barnaba Adorno (vers 1385 - Nàpols, 1458 o 1459) fou un home d'estat genovès, comte de Rende i San Felice (San Fili) el 1445, primer baró de Montalto i Guardia degli Oltremontani (5 de març de 1445), dux de Gènova del 4 de gener de 1447 al 30 de gener de 1447. Fou pare del dux Pròsper Adorno.